# Кабрера, Кенджи
Кенджи Джова́нни Кабре́ра Накаму́ра (исп. Kenji Giovanni Cabrera Nakamura; род. 27 января 2003, Сига) — перуанский футболист, полузащитник клуба «Мельгар».

## Клубная карьера
Кабрера — воспитанник клуба «Мельгар». 16 мая 2021 года в матче против «Карлос Маннуччи» он дебютировал в перуанской Премьере. 9 октября 2022 года в поединке против «Аякучо» Кенджи забил свой первый гол за «Мельгар». 

## Международная карьера
В 2023 году в составе молодёжной сборной Перу Кабрера принял участие в молодёжном чемпионате Южной Америки в Колумбии. На турнире он сыграл в матчах против сборных Бразилии, Колумбии, Парагвая и Аргентины.